# El jardín perfumado

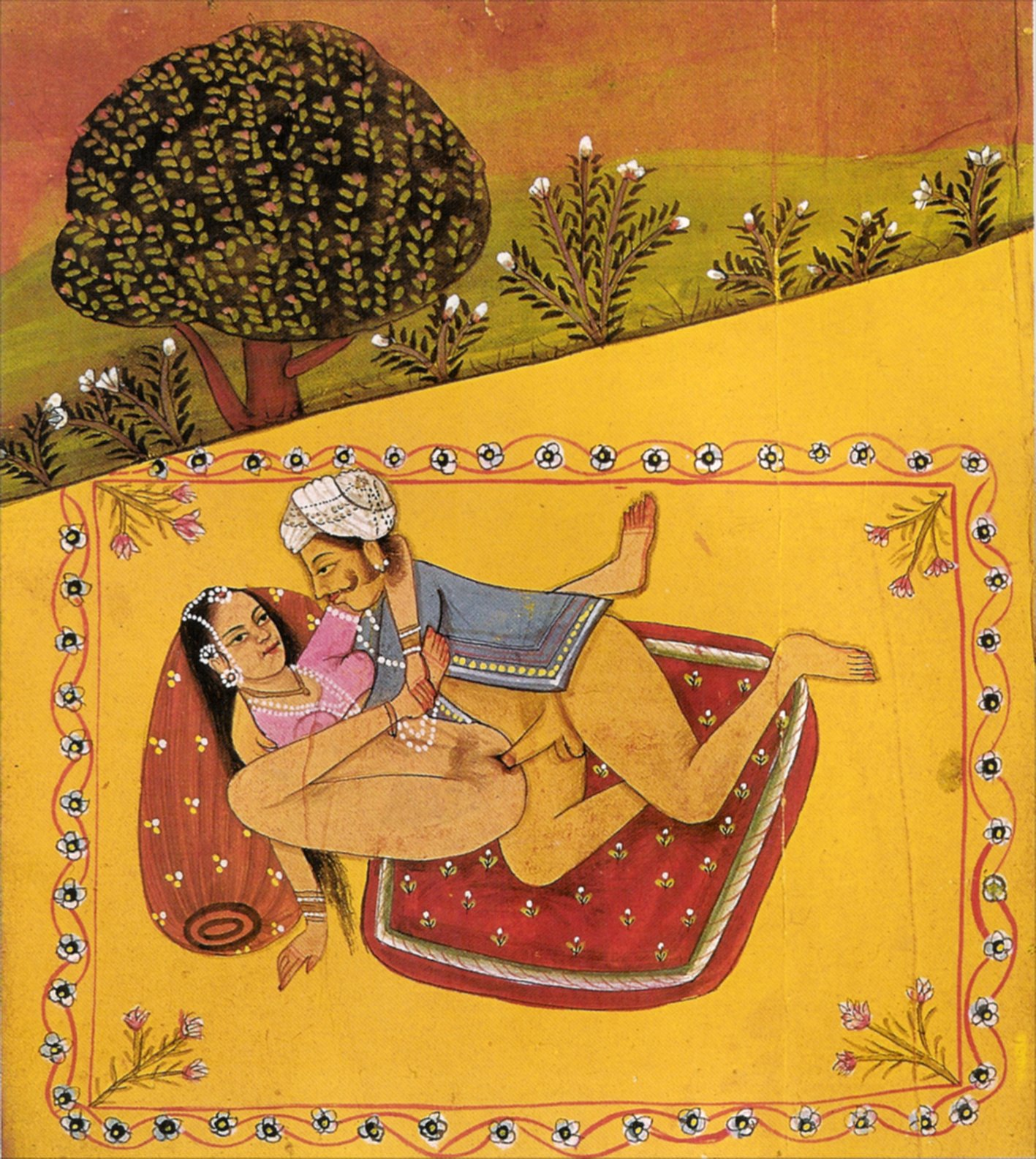
Ilustración erótica alusiva a la temática del libro.

El jardín perfumado del deleite sensual o simplemente El jardín perfumado (en árabe: الروض العاطر في نزهة الخاطر‎ Al-rawḍ al-ʿāṭir fī nuzhaẗ al-ḫāṭir) es un manual de sexo árabe y una obra de literatura erótica del siglo XV de Muhammad ibn Muhammad al-Nefzawi, también conocido simplemente como «Nefzawi».
El libro presenta opiniones sobre las cualidades que deberían tener hombres y mujeres para ser atractivos y brinda consejos sobre técnica sexual, advertencias sobre salud sexual y recetas para remediar males sexuales. También incluye listas de nombres para referirse al pene y la vulva y la vagina, una sección sobre la interpretación de los sueños y una descripción breve del sexo entre animales. Intercalados con estos temas, aparece una serie de historias que pretenden brindar contexto y diversión.

## Historia
Según la introducción de la traducción al inglés de Colville, Muḥammad ibn Muḥammad al-Nafzawi probablemente escribió El jardín perfumado en algún punto durante el siglo XV. El Sheikh (jeque) Nefzawi, cuyo nombre completo era Abu Abdullah Muhammad ben Umar Nafzawi, nació en el sur de la actual Túnez. Compiló la obra a pedido del gobernante hafsí de Túnez, Abū Fāris ʿAbd al-ʿAzīz al-Mutawakkil. La reputación que adquirió esta obra en el mundo árabe fue similar a la de Las mil y una noches.

## Contenido del libro
El jardín perfumado se compone de una introducción seguida de 21 capítulos. Ni el primer traductor francés ni Sir Richard Burton (quien tradujo el texto al inglés a partir de la versión francesa) incluyen el capítulo 21. En estas dos traducciones, el libro tiene unas 100 páginas.

### Introducción
El autor alaba a Dios por habernos dado los placeres de hacer el amor. Afirma que Dios dotó a las mujeres de belleza para inspirar a los hombres a hacerles el amor. Afirma que los hombres son naturalmente débiles por el amor de las mujeres. Dice que es musulmán, que solo hay un Dios y que Mahoma es su profeta. Afirma que es el siervo de Dios. Afirma que escribió este libro en Túnez para el Gran Visir. Afirma que había dividido su obra en diferentes capítulos para que fuera más fácil de leer y comprender.

### Capítulo 1: Hombres dignos de elogio
Un hombre digno de elogio es uno que puede tener fácilmente una erección, no es rápido para eyacular y, una vez que ha eyaculado su esperma, su miembro pronto vuelve a estar erecto. Su miembro es lo suficientemente largo para llegar al final de la vagina de su pareja y lo suficientemente grueso como para llenarlo. Un hombre cuyo pene es demasiado pequeño no puede complacer a las mujeres.
Nefzawi continúa con el hecho de que los perfumes pueden excitar a las mujeres y que es inteligente usarlos. Narra la historia de un hombre de nombre Mocailma que usaba perfumes para poseer a una mujer llamada Chedya, e hizo maravillas: la mujer perdió toda la presencia de ánimo y se le entregó. Es en este punto que se describen por primera vez tres posturas sexuales: el hombre encima de la mujer, que está tumbada boca arriba; la mujer a cuatro patas; la mujer en posición de oración, con la frente en el suelo y las nalgas en el aire, elevadas.
Tras la historia, el autor añade que un hombre digno de elogio es uno que está ansioso por complacer a las mujeres. Cuida su apariencia personal; es veraz y sincero; es valiente y generoso; se puede confiar en él; es un buen conversador. Con todo, no alardea sobre su relación con otras mujeres.
Para ilustrar todo esto, el autor narra la historia de Bahloul, un bufón que logró hacer el amor con Jamdonna, la hija del Rey y esposa del Gran Visir. Primero la sedujo con sus palabras. Luego le mostró su pene erecto, que era fuerte y grande. Al hacer esto, ella lo deseó e hicieron el amor. Después de que alcanzaron el clímax, él la besó en los labios y los senos y luego le hizo cunnilingus. Para ese momento, Bahloul estaba erecto de nuevo. Hicieron el amor por segunda vez; y luego, cuando ambos habían llegado al clímax, una tercera vez.

### Capítulo 2: Mujeres dignas de elogio
Una mujer digna de elogio, según Nefzawi, es la que tiene una cintura perfecta y es rolliza y lujuriosa. Tiene cabello negro, grandes ojos negros, nariz elegante y labios bermellón. Su aliento es de olor agradable. Sus pechos son llenos y firmes. Su vulva no emite mal olor. Sus caderas son grandes. Sus manos y sus pies son de una sorprendente elegancia.
Además, solo rara vez habla y se ríe. Nefzawi agrega que nunca sale de casa y que no es traicionera. Si su marido muestra intención de hacerle el amor, ella lo hace. Lo asiste en sus asuntos. No se queja ni llora mucho. Cuando su esposo está desanimado, ella comparte sus problemas. En público, esconde sus partes secretas y no deja que nadie las vea. Siempre viste bien y evita mostrarle a su marido lo que a él le puede resultar repugnante.
En este punto, el autor narra la historia de Dorerame, un esclavo que disfrutaba haciendo el amor con las jóvenes más bellas y de alta cuna de su tiempo, aunque pertenecieran a otros hombres. Es la historia más larga del Jardín Perfumado. Aprendemos varias cosas. Por ejemplo, una mujer afirma que una dama de buena cuna podría permanecer hasta seis meses sin tener sexo. También aprendemos que las mujeres pueden ser muy peligrosas: concluye este segundo capítulo afirmando que la moraleja de esta historia es que «un hombre que se enamora de una mujer se pone en peligro y se expone a los mayores problemas».

### Capítulo 3: Hombres que deben ser tenidos en desprecio
Los hombres deformes, cuyo miembro es corto, los que no hacen el amor con vigor o de manera que las mujeres disfruten, que se saltan los juegos previos, que se apresuran a eyacular y dejan sola a su pareja inmediatamente después de la eyaculación, son hombres que son despreciado por las mujeres.
Los hombres que mienten, en quienes no se puede confiar, que ocultan a sus esposas lo que han estado haciendo, excepto sus aventuras adúlteras, también son hombres dignos de desprecio.

### Capítulo 4: Mujeres que deben ser tenidas en desprecio
Las mujeres feas son repulsivas pero lo son también aquellas que se ríen muy duro. Se dice que las mujeres que hacen bromas son rameras. También se enumeran como rasgos desagradables revelar los secretos de su marido, deleitarse en la desgracia de los demás, señalar las deficiencias de los demás, las entrometidas, arpías, habladoras, chismosas, las holgazanas, las brujas, las histéricas, las cantaletosas y la escoria ratera.

### Capítulo 5: Relaciones sexuales
Recomienda que un hombre no coma ni beba demasiado antes de tener relaciones sexuales y que los juegos previos sean necesarios para excitar a la mujer. Cuando haya eyaculado, el hombre no debe apresurarse a salir y debe hacerlo por su lado derecho.

### Capítulo 6: Técnica sexual
Este capítulo proporciona instrucciones sobre los juegos previos, especificando que debe incluir el cunnilingus. Se enfatiza la importancia del disfrute y el clímax de la mujer, así como una serie de pasos que deben tomarse para evitar lesiones o infecciones. Con respecto a las posiciones sexuales, se afirma que están permitidas todas (aunque la traducción de Khawam agrega las palabras «excepto en el trasero de ella», es decir, el sexo anal). Se enumeran entonces once posiciones, seis con la mujer de espaldas, una desde atrás, dos con uno o los de costado, una sobre un mueble y otra colgando de un árbol.

### Capítulo 7: Los efectos nocivos de las relaciones sexuales
Este capítulo menciona numerosas dolencias que pueden ocurrir como resultado del sexo, entre ellas perder la vista, ictericia, ciática, hernia, cálculos en el tracto urinario y, que el sexo con mujeres viejas es un veneno mortal seguro. Se recomienda disfrutar del sexo con moderación en tanto las peores enfermedades surgen de las relaciones sexuales.

### Capítulo 8: Nombres para el pene
Se enumeran más de 30 nombres para el pene. Luego hay una larga digresión sobre la interpretación de los sueños.

### Capítulo 9: Nombres para la vulva
Se enumeran casi 40 nombres para la vulva. Luego hay una divagación sobre la interpretación de los sueños. Luego aparece la historia de Ya'idi, un hombre del que las mujeres se reían pero que aun así era exitoso en acostarse con ellas.

### Capítulo 10: Los miembros de los animales
Se enumeran los nombres de los penes de los animales, divididos en animales ungulados, animales de pezuña hendida y animales con garras. Luego se discute el comportamiento del león.

### Capítulo 11: Trucos de mujeres
Este capítulo abre diciendo que las mujeres son más astutas que el diablo. Se narran cuatro historias, cada una sobre una mujer que miente y engaña a un hombre de alguna manera, y cada una termina con una advertencia a los hombres sobre las mujeres. Una historia presenta un caso de zoofilia, que involucra a una mujer y un burro.

### Capítulo 12: Preguntas y respuestas para hombres y mujeres
La historia de Mu'abbira, una mujer sabía, que brinda sus impresiones sobre el funcionamiento de la mente y los deseos de las mujeres, además de enumerar nuevamente los rasgos positivos y negativos de las mujeres.

### Capítulo 13: Las causas y la estimulación del deseo sexual
Se describen una serie de recetas afrodisíacas.

### Capítulo 14: Observaciones sobre la esterilidad femenina y métodos de tratamiento
Este capítulo especula sobre las posibles causas de la esterilidad y propone algunas curas. Las posibles causas incluyen hechizos de brujas y actos de demonios y genios.

### Capítulo 15: Las causas de la esterilidad masculina
Este capítulo trata de los problemas de la fertilidad masculina. Se comenta que el no poder lograr un orgasmo simultáneo puede ser una causa.

### Capítulo 16: Formas de provocar un aborto espontáneo
Se enumeran recetas para el aborto.

### Capítulo 17: Tratamiento para tres tipos de problemas de erección
Este breve capítulo trata sobre los problemas a la hora de tener una erección, de mantener una erección y la eyaculación precoz, con recetas de curas para cada uno.

### Capítulo 18: Cómo agrandar y expandir el pene más pequeño
Este capítulo abre diciendo que será de interés para mujeres y hombres, porque a las mujeres no les gustan los penes pequeños o flácidos.

### Capítulo 19: Cómo eliminar el olor vaginal y de las axilas y estrechar la vagina
Se describen recetas para tratar cada condición.

### Capítulo 20: Los síntomas del embarazo y cómo determinar el sexo del feto
Se describen los primeros signos de embarazo, luego si el bebé será varón y luego si será mujer (los de los varones son más positivos que los de las mujeres).

### Capítulo 21: Los beneficios de los huevos y las bebidas sexualmente estimulantes
Este capítulo comienza con recomendaciones sobre varios alimentos para mejorar la resistencia. Luego aparece la historia de Abu'l Haiya, Abu'l Hayloukh y Maymoun, señalando que es una célebre historia de libertinaje pero inverosímil y fantástica. Menciona a una mujer que se piensa que es lesbiana (porque no había estado interesada en uno de los hombres) y termina con una serie de desafíos sexuales: un hombre debe desvirgar a ochenta vírgenes sin eyacular, otro debe tener sexo con una mujer durante cincuenta días, sin perder la erección, otro debe pararse frente a las mujeres y mantener una erección durante treinta días y noches. El cuarto hombre debe traerles lo que quieran. Completan sus desafíos sexuales y se llevan el palacio como recompensa. El volumen concluye con una receta para una bebida sexualmente estimulante, pero señala que no debe consumirse en verano.

## Traducciones

### 1886: traducción al inglés de Burton
El jardín perfumado se hizo conocido por primera vez en el mundo de habla inglesa a través de una traducción del francés en 1886 por Sir Richard Francis Burton . Burton menciona que considera que la obra es comparable a las de Aretino y Rabelais, y al libro francés Amor conyugal de Nicolas Venette, pero lo que a juicio de Burton hace que El jardín perfumado sea único en el género es «la seriedad con la que los asuntos más lascivos y obscenos son presentados». Burton señala que no todas las ideas en El jardín perfumado son originales: «Por ejemplo, todas las menciones de Moçama y de Chedya están tomadas de la obra de Mohammed ben Dyerir al Tabari; la descripción de las diferentes posiciones para el coito, como así como los movimientos que les son aplicables, están tomados de obras indias; finalmente, el libro Birds and Flowers de Azeddine el Mocadecci (Izz al-Din al-Mosadeqi) parece haber sido consultado con respecto a la interpretación de los sueños.
El manuscrito francés del que tradujo Burton fue uno impreso por Isidore Liseux en 1886. El último capítulo de tal manuscrito, el Capítulo 21, estaba incompleto, aparentemente porque contenía material sobre la homosexualidad y la pederastia que había sido eliminado. Cuando Burton murió a fines de 1890, estaba trabajando en una nueva traducción del manuscrito original, incluyendo este capítulo faltante. La traducción revisada, que se titularía de nuevo El jardín perfumado, no se publicó nunca debido a que la esposa de Burton, Isabel, quemó el manuscrito poco después de su muerte.

### 1976: traducción al francés de Khawam
Una nueva traducción al francés de René R. Khawam se publicó en 1976.

### 1999: traducción al inglés de Colville
En 1999, Jim Colville publicó la primera traducción de Jardín perfumado al inglés directamente del original árabe. Respecto a la traducción de Burton, afirma, «se ampliaron detalles, se introdujeron episodios y se incorporaron secciones enteras de otras fuentes no árabes. El texto está adornado en una prosa florida ajena al estilo del original y muchas de las notas son pura especulación. El resultado es una tergiversación consistentemente exagerada y extraña del original».
La exageración por parte de Burton está vívidamente ilustrada al comparar el Capítulo 6, titulado «Técnica sexual» en la traducción de Colville y «Sobre todo lo que es favorable al acto del coito» en la de Burton. La traducción de Burton tiene unas 25 páginas, enumera 39 posiciones sexuales, así como seis tipos de movimientos sexuales, y pone nombres creativos a muchos de ellos. La traducción de Colville, en cambio, tiene dos páginas y media y enumera 12 posiciones sexuales sin nombres.

## Inspiración en obras musicales
En 1923 el compositor inglés Kaikhosru Shapurji Sorabji escribió Le jardin parfumé: Poem for Piano Solo.
La RAH Band lanzó un sencillo titulado «Perfumed Garden» en 1982.
Omnium Gatherum, una banda finlandesa de death metal melódico, también escribió una canción llamada «The Perfumed Garden», lanzada en su álbum Spirits and August Light en 2003.
Ray Manzarek, inspirado en la obra, grabó una pista llamada «Perfumed Garden» para su álbum en solitario The Whole Thing Started With Rock & Roll, Now It's Out Of Control.